# Qian Xindao
 (septembre 2013).
Qian Xindao ou Ch'ien Hsin-Tou ou Ts'ien Sin-Tao (錢辛稻),  est un peintre de  style moderne, chinois du XXe siècle, né en 1912.

## Biographie
Actif dans la ville de Shanghai, Qian Xindao fait partie d'un groupe d'artistes dont la formation plastique se situe pendant les années de la guerre et qui donc ne connaissent pas l'Europe, si ce n'est que par des livres.

Cependant, ils maîtrisent bien les techniques picturales européennes.